# 한국프리시전웍스
한국프리시전웍스(Hankook Precision Works)는 타이어 생산에 필요한 타이어몰드와 정밀기계 부품을 생산하는 금형제조 전문기업입니다.

## 역사
- 1973년 : (주)미강 회사 설립, 자동차용 타이어 몰드 사업 착수
- 1982년 : 한국타이어 최우수 협력업체 선정
- 2000년 : 회사명 변경(MK테크놀로지), 대전공장 준공 이전
- 2014년 : 중국법인 설립
- 2016년 : Laser 가공기 도입 및 가공기술 구축
- 2019년 : 회사명변경(한국프리시전웍스)

## 현황
사명을 한국프리시전웍스로 변경 하였다.